# Cadolzburg (burcht)

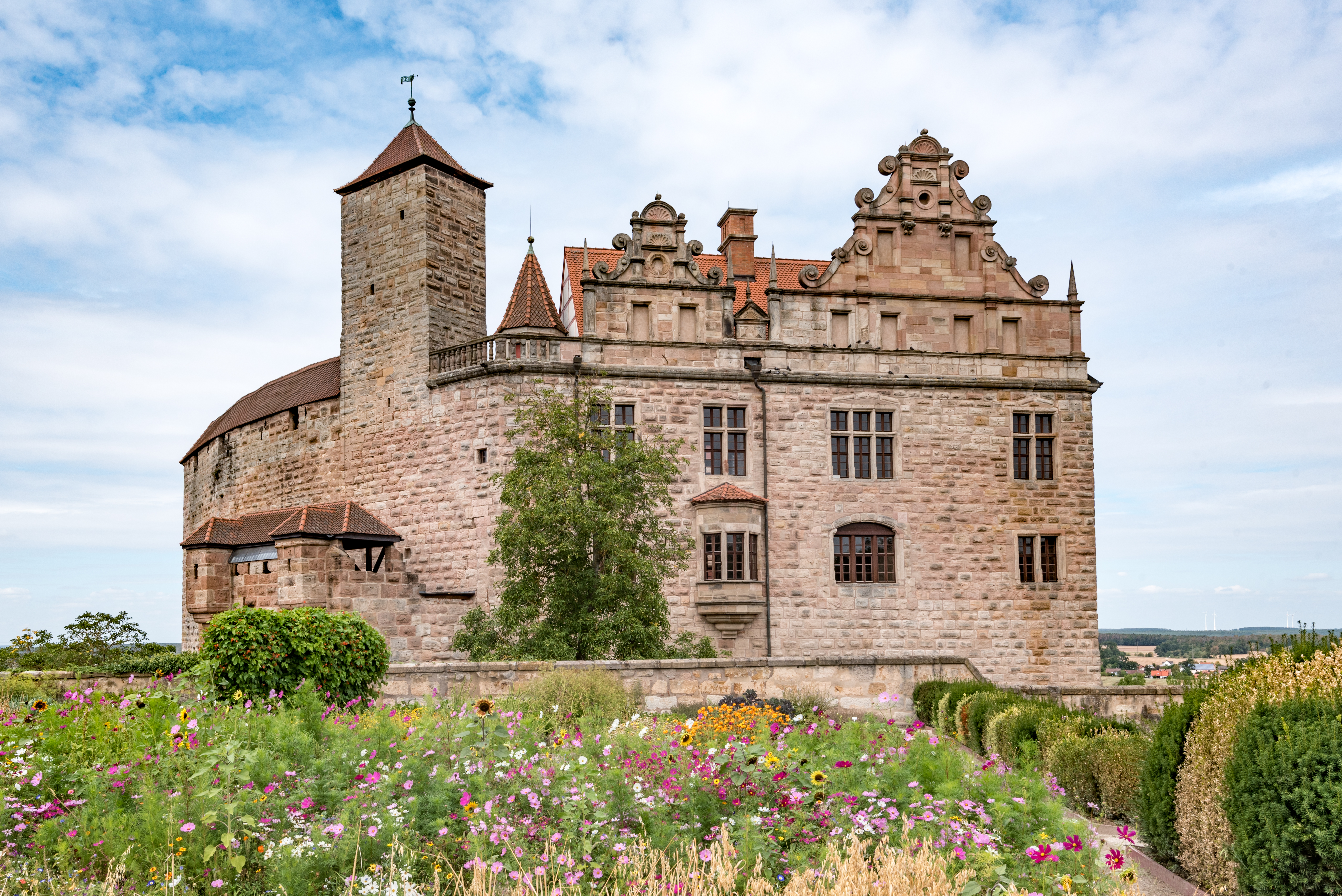
De Cadolzburg vanuit het zuidoosten

De Cadolzburg is een middeleeuws kasteel in de gelijknamige gemeente Cadolzburg, gelegen in de regio Mittelfranken van de Duitse deelstaat Beieren. Deze burcht dateert uit het midden van de dertiende eeuw en was een vesting van het geslacht Zollern, waaruit het Huis Hohenzollern voortkwam dat aanvankelijk als burggraaf van Neurenberg regeerde en vanaf 1415 tevens de Mark Brandenburg in handen kreeg. Frederik I van Brandenburg liet het Oude Slot bouwen en overleed in 1440 in het kasteel. 
De Cadolzburg werd in 1945 door een brand verwoest en de huidige burcht is grotendeels een eenentwintigste-eeuwse reconstructie. De interne verdiepingen van het zogeheten Nieuwe Slot zijn niet heropgebouwd, maar als lege bouwschil met beton versterkt.

## Beschrijving

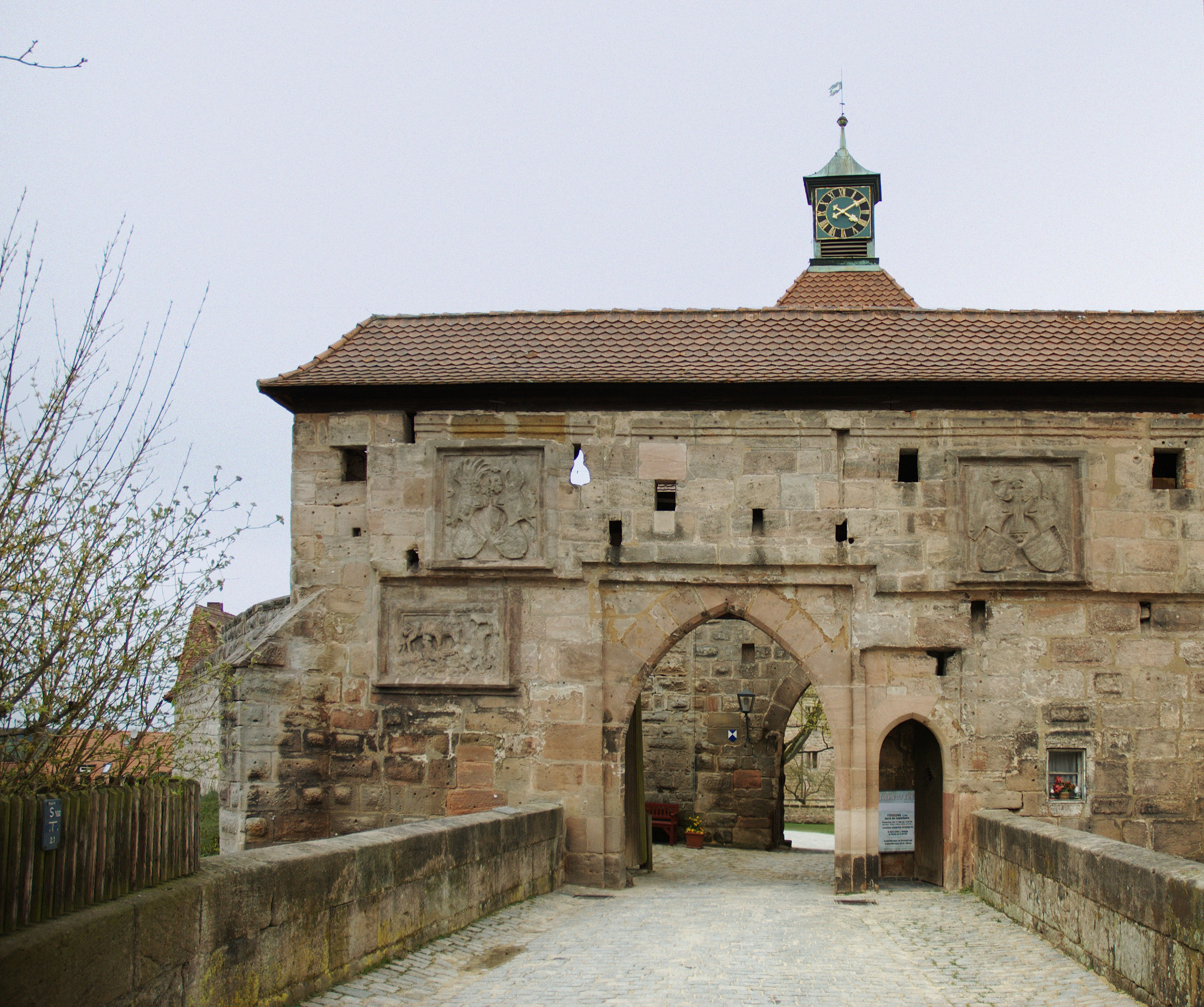
Het buitenste poortgebouw

Het kasteeldomein ligt op een heuvel en is omringd door een mantelmuur met om het kasteel zelf twee dwingels. Het poortgebouw is toegankelijk over een stenen brug. Links van de toegang hangt een alliantiewapen dat de Brandenburgse adelaar met Beierse ruiten combineert, rechts een wapen dat is samengesteld uit de leeuw van het burggraafschap, het schild van de Zollern en het wapen van Saksen. Onder het linker wapen hangt een spottafereel van een Judensau van onbekende datum, dat de symmetrische verhoudingen aan de toegangspoort tenietdoet.
Op de binnenhof van het domein ligt een grasvlakte met eromheen een oud schoolgebouw, het bestuurlijke gebouw van de landvoogd en de zogeheten Hungerturm, die misschien als gevangenis werd gebruikt. Hier bevinden zich eveneens een vroegere paardenvijver en een kruidentuin, waarin gewassen zijn aangeplant die in de middeleeuwen gangbaar waren.
De toegang tot de Cadolzburg zelf heeft zijn eigen vijftiende-eeuwse poortgebouw. De binnenplaats is geheel omgeven door links de keuken en het Oude Slot, recht vóór de bezoeker de kapel en ter rechterzijde het Nieuwe Slot. Deze benamingen zijn echter misleidend; het rechter bouwwerk is in werkelijkheid ouder dan het linker, maar door uitgebreide renovaties vanaf 1527 wordt dit gedeelte traditioneel Neues Schloss genoemd. Dit slot, aanvankelijk een palas van 30 meter lang, werd in renaissancistische stijl gerenoveerd, in tegenstelling tot de nog romaans ogende architectuur van het tegenoverliggende bouwwerk. De bovenverdieping van de oude palas bevatte een ridderzaal, waarvan in de wand van het Nieuwe Slot nog resten van gotische ramen zichtbaar zijn.
De kelder van de kapel is het oudste gedeelte van de Cadolzburg en dateert ten vroegste uit ca. 1130. Deze kelder wordt ook wel de crypte genoemd, ofschoon hier geen telgen uit het geslacht der Zollern begraven werden. In de kelder hangt een modern kunstwerk, bestaande uit een gouden schijf. Achter de kapel ligt de Brunnenhof met de gerestaureerde waterput van de burcht.

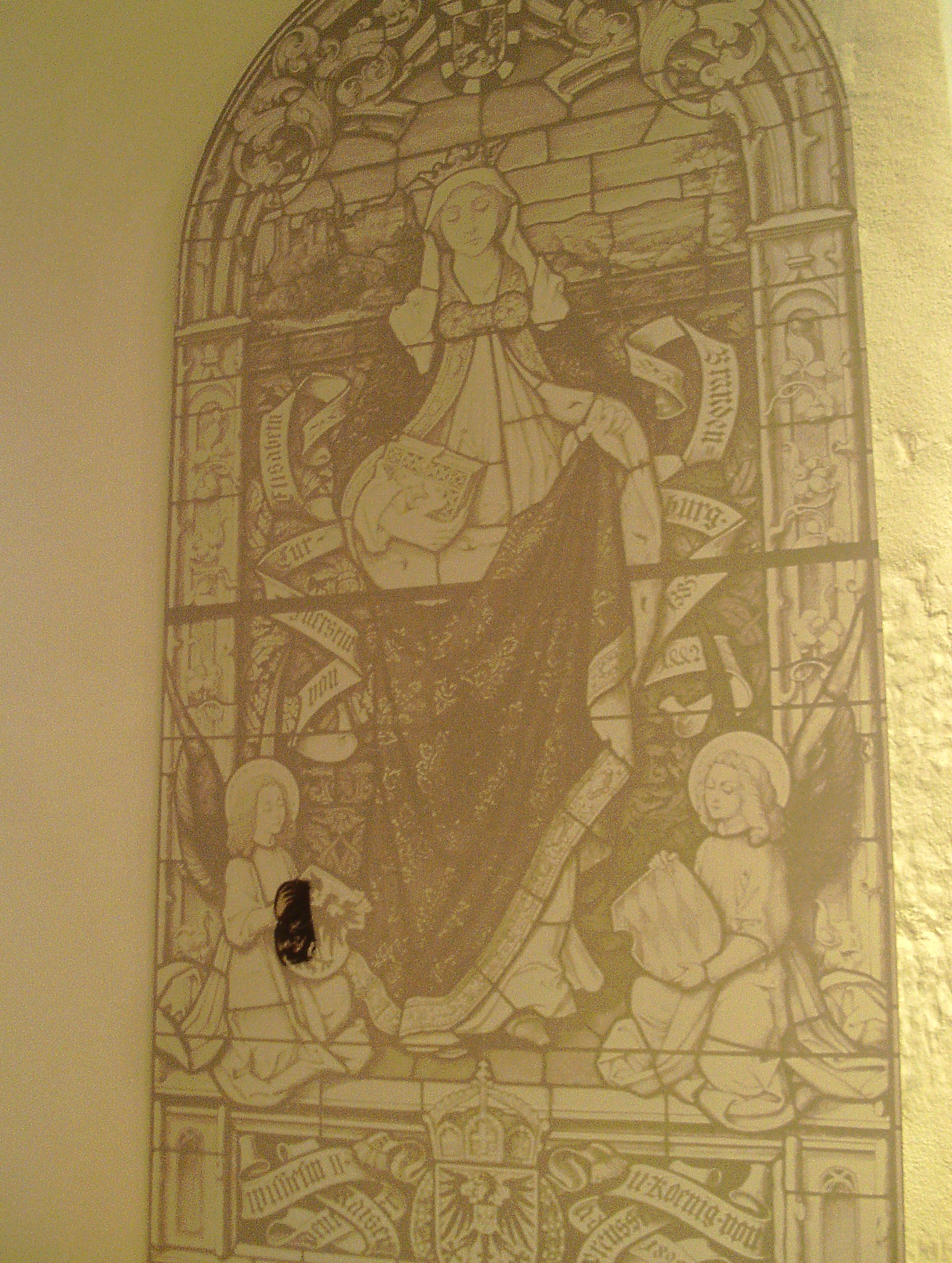
Het kapelraam met de laatste scherf

De keuken wordt gekenmerkt door de zogenaamde Ochsenschlot, een brede, ongeveer vijftien meter hoge schoorsteen die boven de mantelmuur uitsteekt. In deze ruimte wordt keukengerei uit aardewerk tentoongesteld en worden typische keukengeuren verspreid. Op informatiebordjes zijn middeleeuwse recepten te lezen. De Zollern aten tot twintig verschillende gerechten per dag.
De kapel telt twee verdiepingen en heeft een vierkant gat in de vloer van de bovenste etage. Hierdoor konden de vorst en zijn gezin de eredienst van bovenaf bijwonen. Het interieur van de bovenverdieping is volledig afgebrand, met inbegrip van een gebrandschilderd raam dat in 1898 door keizer Wilhelm II van Duitsland was geschonken en waarvan nog één scherf bewaard is.
Naast de keuken bevindt zich gelijkvloers een tentoonstelling over de geschiedenis van de burcht en het geslacht Hohenzollern. In de ruimte hierboven wordt de complexe stamboom van de familie middels interactieve schermen uitgelegd. Hier hangen replica’s van gewaden en wapenrustingen. Een animatieprojectie geeft een gesprek tussen Albrecht Achilles van Brandenburg en Anna van Saksen weer. In de belendende latrine worden middeleeuwse toiletgewoonten toegelicht. De tweede en derde verdiepingen zijn allebei reconstructies. Op de tweede verdieping bevond zich de erkerzaal, die een plafond met kruisribgewelven en een sterrenhemel bevatte waaraan de wapenschilden van de familie hingen. Het huidige plafond is echter van beton en de gewelven zijn als geraamtes opgericht. Via aanraakschermen kunnen bezoekers zich een beeld van het vroegere aanzicht vormen. De zaal daarnaast was de danszaal, waarin renaissancemuziek weerklinkt en beelden van dansende edelen geprojecteerd worden. Op deze etage is nog een stuk van de weergang toegankelijk.
De derde, geheel moderne verdieping bevat tentoonstellingen over de jacht, oorlogsgeschut, alchemie, middeleeuwse beroepen en ontspanning. Hier is een typische slaapkamer gereconstrueerd, met een bed voor een edele en een voor een knecht. Er is tevens een pedagogische ruimte voor scholieren ingericht.
Het Nieuwe Slot is een holle ruimte. De buitenwanden zijn met gewapend beton versterkt; sporen van de vroegere drie verdiepingen zijn nog in de wanden zichtbaar. De ruimte is van bovenaf toegankelijk via een metalen trap met uitkijkplatform. Er weerklinkt een geluidsinstallatie met muziek en natuurgeluiden. Beneden loopt een documentaire met ooggetuigenverslagen van de brand.

## Geschiedenis

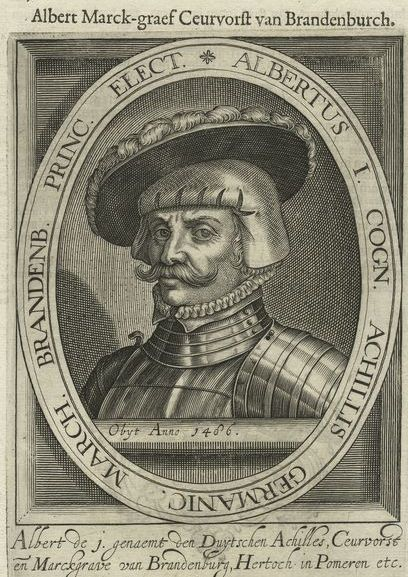
Albrecht Achilles van Brandenburg

Oudheidkundige opgravingen hebben bezuiden de kapel een kerkhof aan het licht gebracht. De oudste vermelding van Cadolzburg dateert uit een oorkonde van 1157 waarin van een ‘Helmericus de Kadoldeßburc‘ wordt gesproken. In 1191 werd Frederik III, graaf van Zollern, door keizer Hendrik VI tot burggraaf Frederik I van Neurenberg verheven. Hij was de overgrootoom van Frederik III van Neurenberg, die door zijn huwelijken onder andere de heerlijkheid Bayreuth verwierf. Onder Frederik III werd de oude Cadolzburg, met haar binnenste poortgebouw en de mantelmuren, vanaf circa 1240 opgetrokken; hij breidde het grondgebied van de Hohenzollern fors uit en kreeg van Rudolf van Habsburg rechten die gelijkstonden aan die van een vorst.
De expansiepolitiek van de Hohenzollern werd gedurende de veertiende eeuw voortgezet. Het geslacht kocht het Vorstendom Ansbach en erfde het Graafschap Weimar-Orlamünde, waardoor tevens de Plassenburg in Kulmbach in het bezit van de familie kwam. Vanaf 1361 mochten in Cadolzburg munten geslagen worden. Nadat Frederik VI van Neurenberg anno 1415 tot Frederik I van Brandenburg was verheven, nam de bouw van het Oude Slot van Cadolzburg een aanvang. In de daaropvolgende decennia stonden de Hohenzollern voor de uitdaging, twee landen te besturen die geografisch ver van elkander verwijderd waren. Dit bracht logistieke complicaties met zich mee, aangezien de vorsten nu met enige regelmaat tussen het Frankische Cadolzburg en het noordelijke markgraafschap heen en weer moesten reizen. In 1427 verkochten de Hohenzollern hun bouwvallige kasteel in Neurenberg aan het stadsbestuur aldaar.
Na Frederiks dood in 1440 werd diens oudste zoon Johan de Alchemist markgraaf van Kulmbach. Hij werd zo genoemd omdat hij experimenteerde met ertsen en metalen en onderzocht hoe buskruit het efficiëntst geproduceerd kan worden. De precieze locatie van zijn laboratorium in de Cadolzburg is onbekend. In 1457 stond hij Kulmbach af aan zijn broer Albrecht, die in 1470 tevens Brandenburg van zijn andere broer Frederik II kreeg en daardoor Albrecht Achilles van Brandenburg werd, waardoor enerzijds een groot deel van Franken en anderzijds Brandenburg onder één heerser verenigd werden. Tijdens de laatste levensjaren van Albrecht Achilles werden in de Cadolzburg de modieuze kamers van het Oude Slot ingericht.

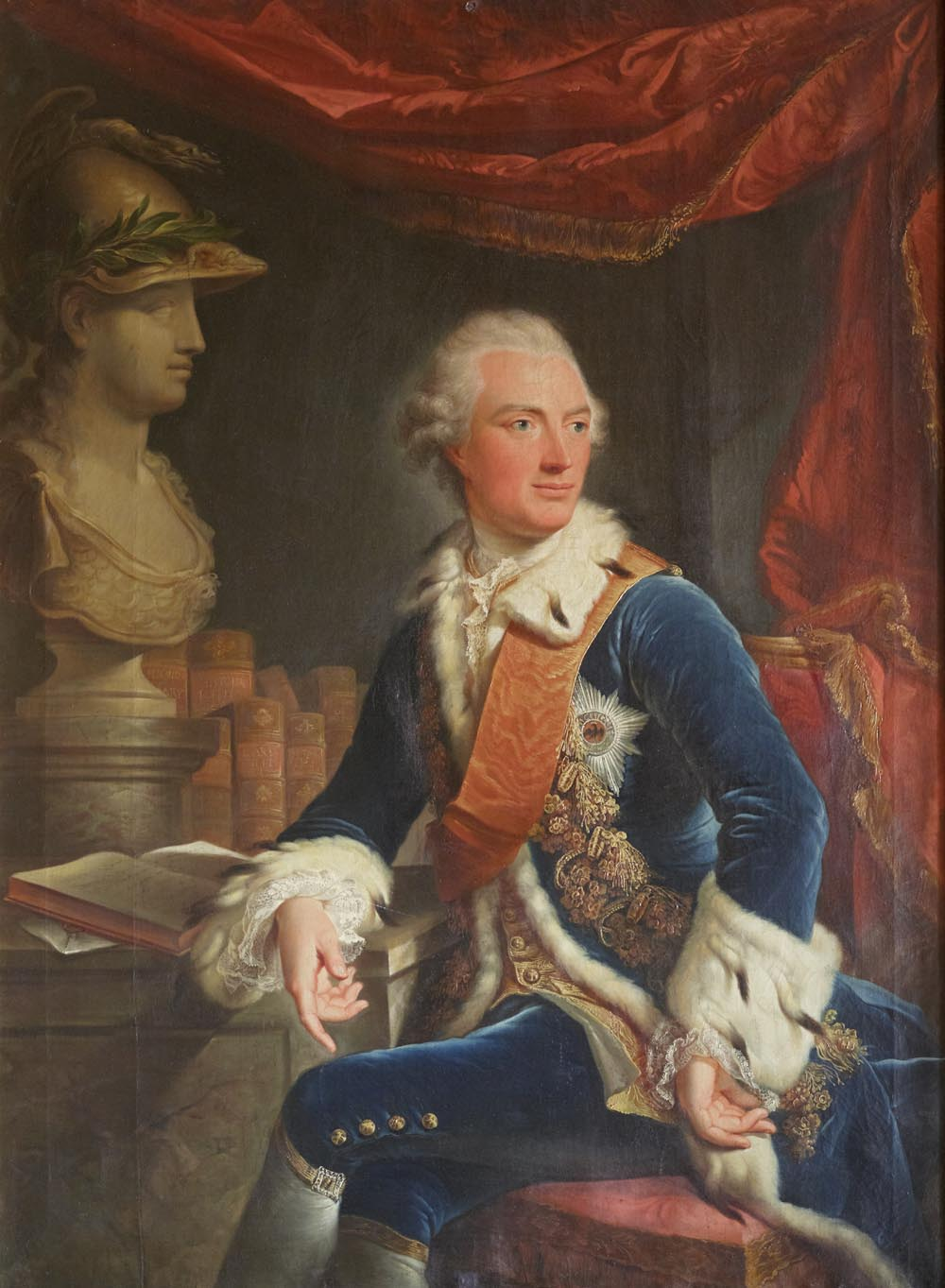
Karel Alexander van Brandenburg-Ansbach

Deze politieke toestand duurde tot Albrecht Achilles’ dood in 1486, waarna de twee gebieden onder zijn zonen verdeeld werden. De Frankische bezittingen kwamen hierbij toe aan zijn tweede zoon Frederik V van Brandenburg-Ansbach-Kulmbach, terwijl zijn eerste zoon Johann Cicero keurvorst van Brandenburg werd. Frederik V was een verkwister met een opvliegende persoonlijkheid, die velen tegen zich in het harnas joeg. In 1515 werd hij afgezet door zijn zoon Casimir van Brandenburg-Kulmbach en opgesloten in de Plassenburg. Zijn andere zoon George van Brandenburg-Ansbach voerde anno 1529 in Franken officieel het protestantisme in.
De Frankische lijn van het Huis Hohenzollern stierf in 1603 uit met George Frederik I van Brandenburg-Ansbach-Kulmbach, die tussen 1570 en 1590 het Oude Slot in de Cadolzburg grondig had laten renoveren. Hierop kwamen de bezittingen in Franken aan de Brandenburgse tak van het geslacht toe.
De zeventiende en achttiende eeuw verliepen voor de Cadolzburg relatief rustig. Het kasteel fungeerde als een bestuurlijk centrum en archief. In de oude palas werden vanaf 1736, onder Karel Willem Frederik van Brandenburg-Ansbach, laat-barokke wijzigingen aangebracht door de gewezen ridderzaal in kleinere ruimten onder te verdelen. In deze periode was de Cadolzburg vooral een lustverblijf voor jachtpartijen. De Italiaanse architect Leopoldo Retti werd belast met het ontwikkelen van een typerende architectonische stijl voor de markgraven van Brandenburg-Ansbach-Kulmbach. De laatste markgraaf van Brandenburg-Ansbach en Brandenburg-Bayreuth was Karel Alexander van Brandenburg-Ansbach. Karel Alexander had geen kinderen; hij stond zijn landerijen in 1791 in een geheim verdrag af aan Pruisen in ruil voor een lijfrente en emigreerde nog datzelfde jaar naar Engeland om er bij zijn geliefde Lady Elizabeth Craven te gaan wonen.
De Cadolzburg en de bijbehorende bezittingen rond Ansbach werden reeds in 1806 door Pruisen aan het nieuwe Koninkrijk Beieren afgestaan. In 1808 werden een rechtbank en het plaatselijke ministerie van financiën in de burcht ondergebracht. Het beheer van het kasteel is sedertdien een bestuurlijke bevoegdheid van de Vrijstaat Beieren gebleven.
In 1932 werd een school in de Cadolzburg ingericht, die reeds een jaar later, na de machtsgreep van de nazi’s, tot een instelling van de Hitlerjugend verwerd. In de HJ-school Josef Grün werden jongeren geïndoctrineerd in de nazistische ideologie en voorbereid op een carrière als soldaat in de genakende oorlog.
De Cadolzburg bleef tijdens vrijwel de gehele Tweede Wereldoorlog ongehavend, totdat op 17 april 1945 hevige vuurgevechten uitbraken tussen een troep van de Waffen-SS, die zich in het kasteel had verschanst, en een oprukkend regiment van het Amerikaanse Leger. In de daaropvolgende brand ging nagenoeg het gehele interieur van de burcht verloren. De tweede en derde verdiepingen, die uit eeuwenoud vakwerk bestonden, brandden over het hele kasteel volledig af en in het Nieuwe Slot stortten alle verdiepingen in. Zowel kunstwerken als archiefstukken zijn hierdoor ondergegaan; het vroegere uitzicht van de inrichting kon bij latere reconstructiepogingen aan de hand van zwart-witfoto’s enigszins achterhaald worden.
De Cadolzburg bleef een labiele ruïne tot 1979, toen de Beierse Landdag besloot tot wederopbouw over te gaan. De resterende muren werden met beton gestabiliseerd en de vroegere bovenverdiepingen compleet herbouwd met moderne materialen. In plaats van het kasteel algeheel in een authentieke stijl te herbouwen, werd ervoor gekozen de sporen van de vernieling eveneens zichtbaar te laten en het vroegere aanzicht van sommige ruimten, zoals de erkerzaal, middels digitale schermen aanschouwelijk te maken. Hiervoor werd het Münchense architectenbureau Claus + Forster aangetrokken. De renovatiewerkzaamheden duurden van 2005 tot 2017. 
De Cadolzburg wordt beheerd door de Bayerische Schlösserverwaltung.

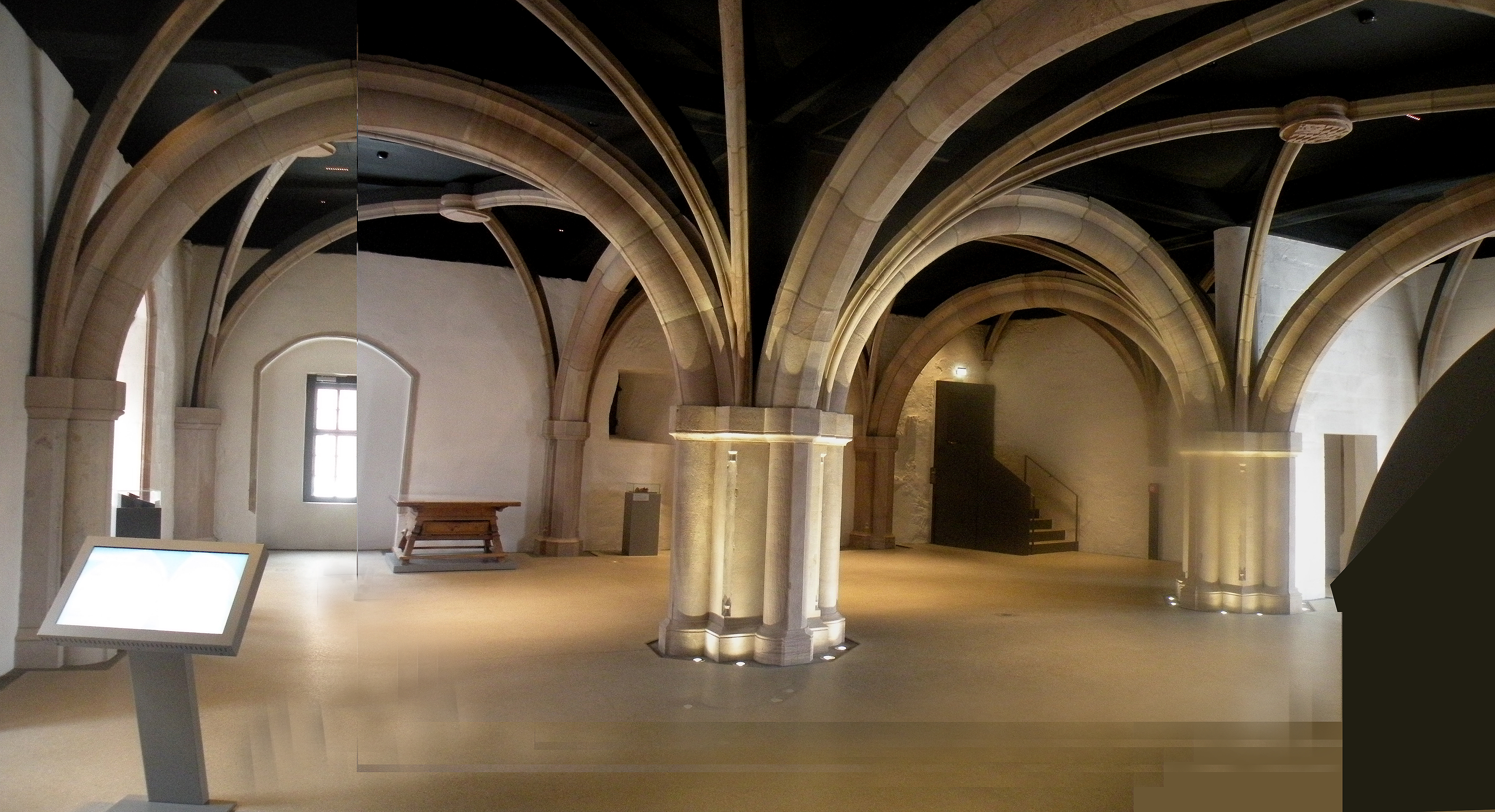
Skelet van de erkerzaal
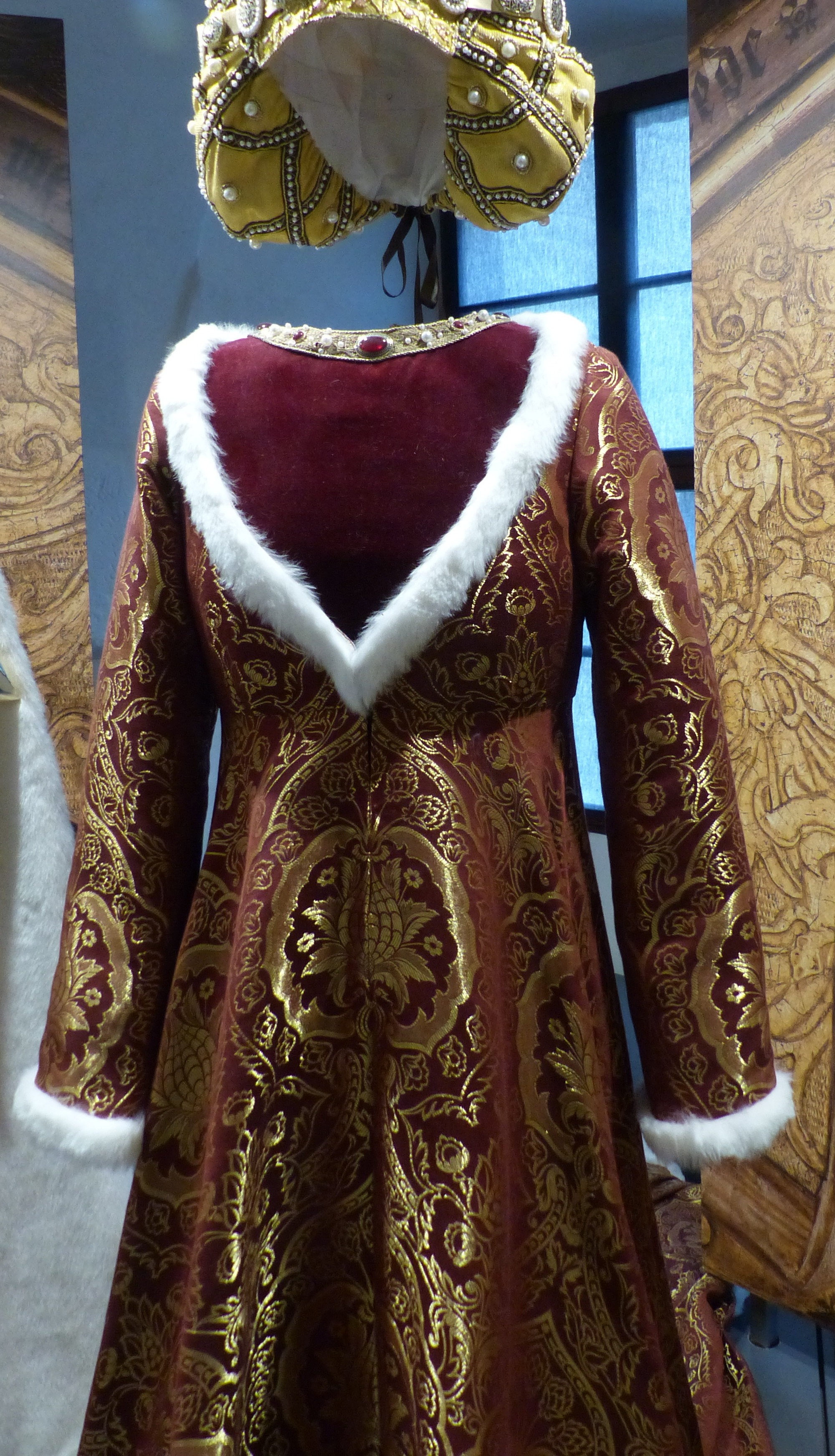
Gewaad van Anna van Saksen
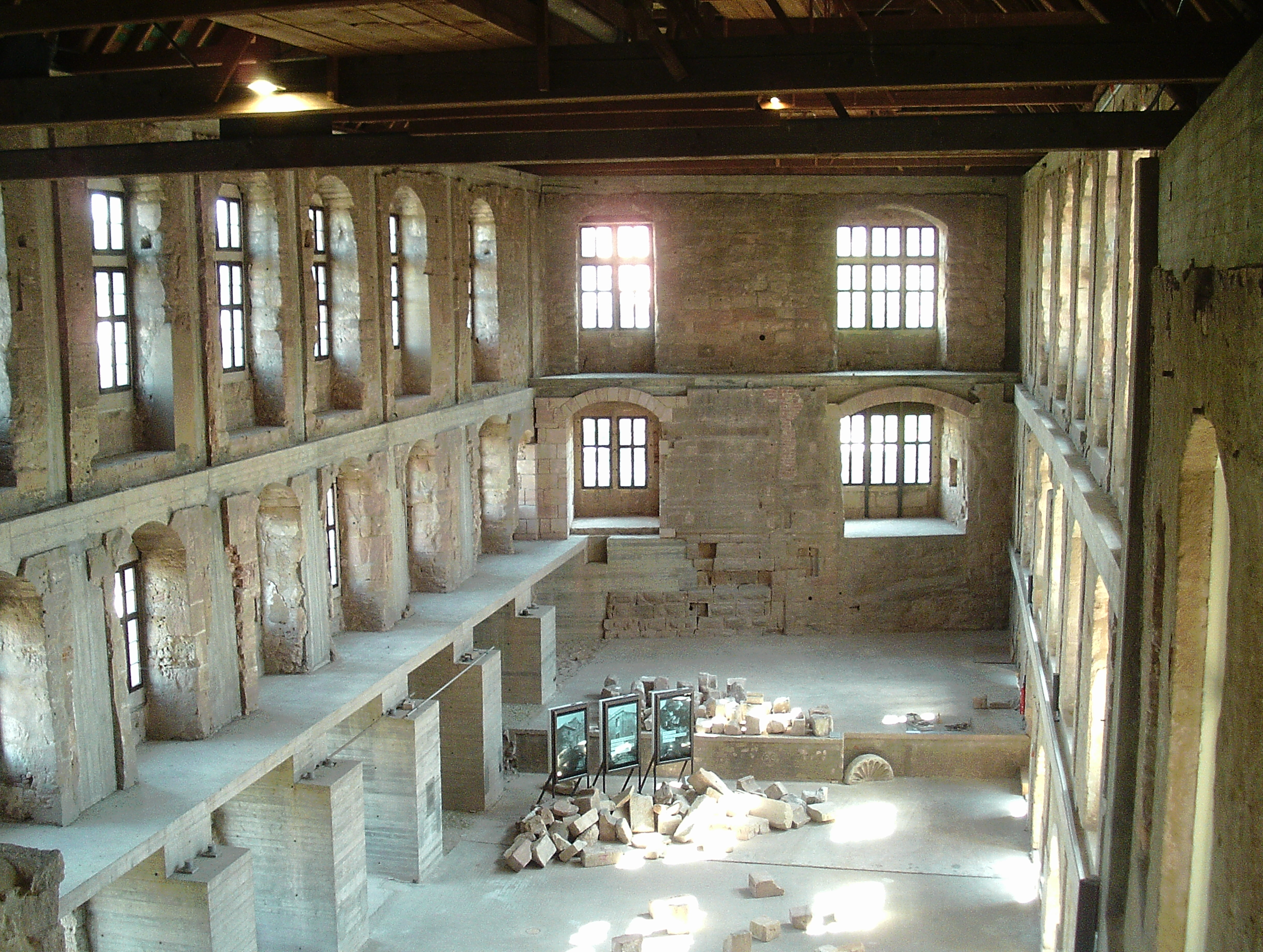
Bouwschil van het Nieuwe Slot
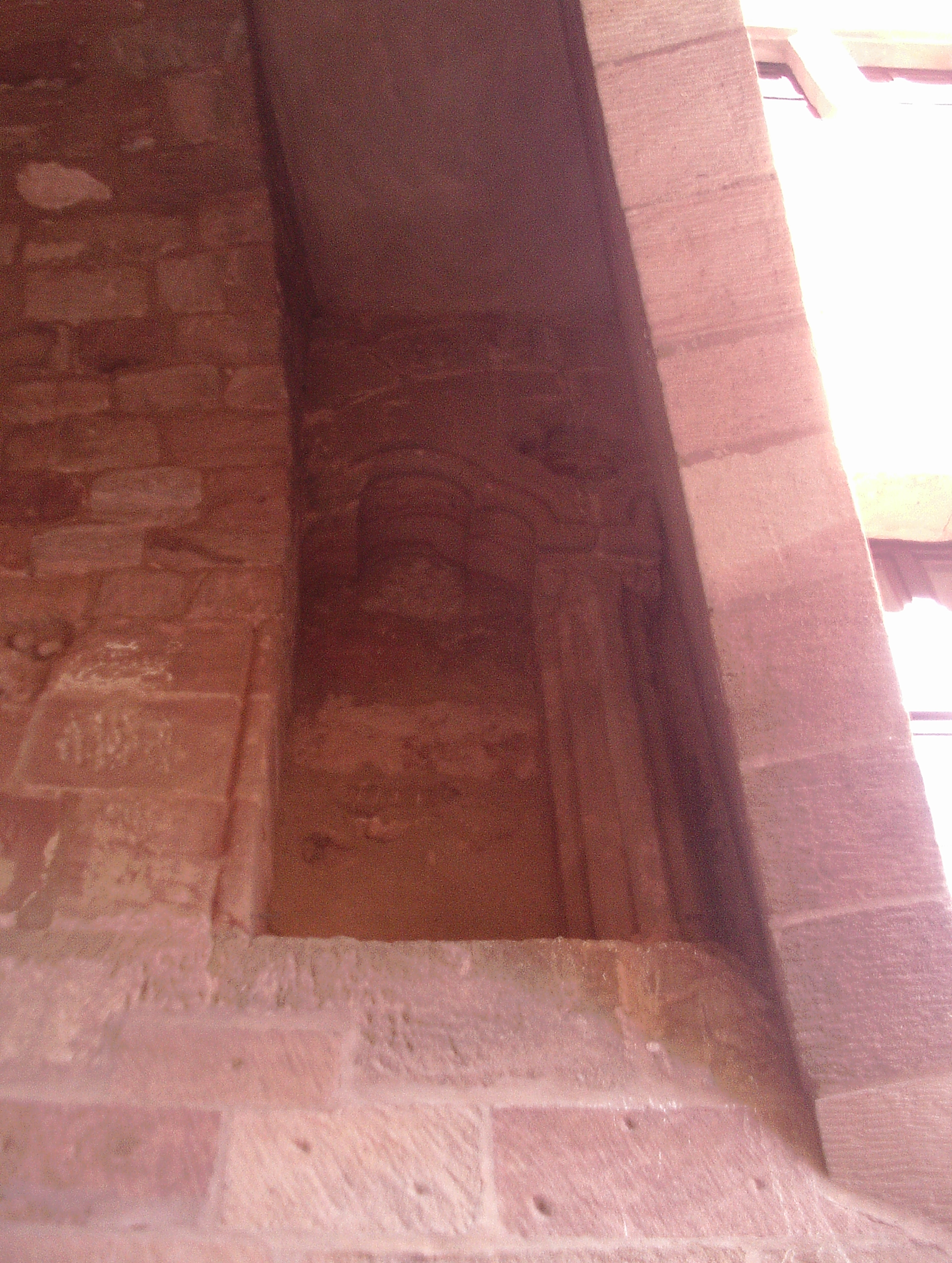
Vroeger raam van de ridderzaal
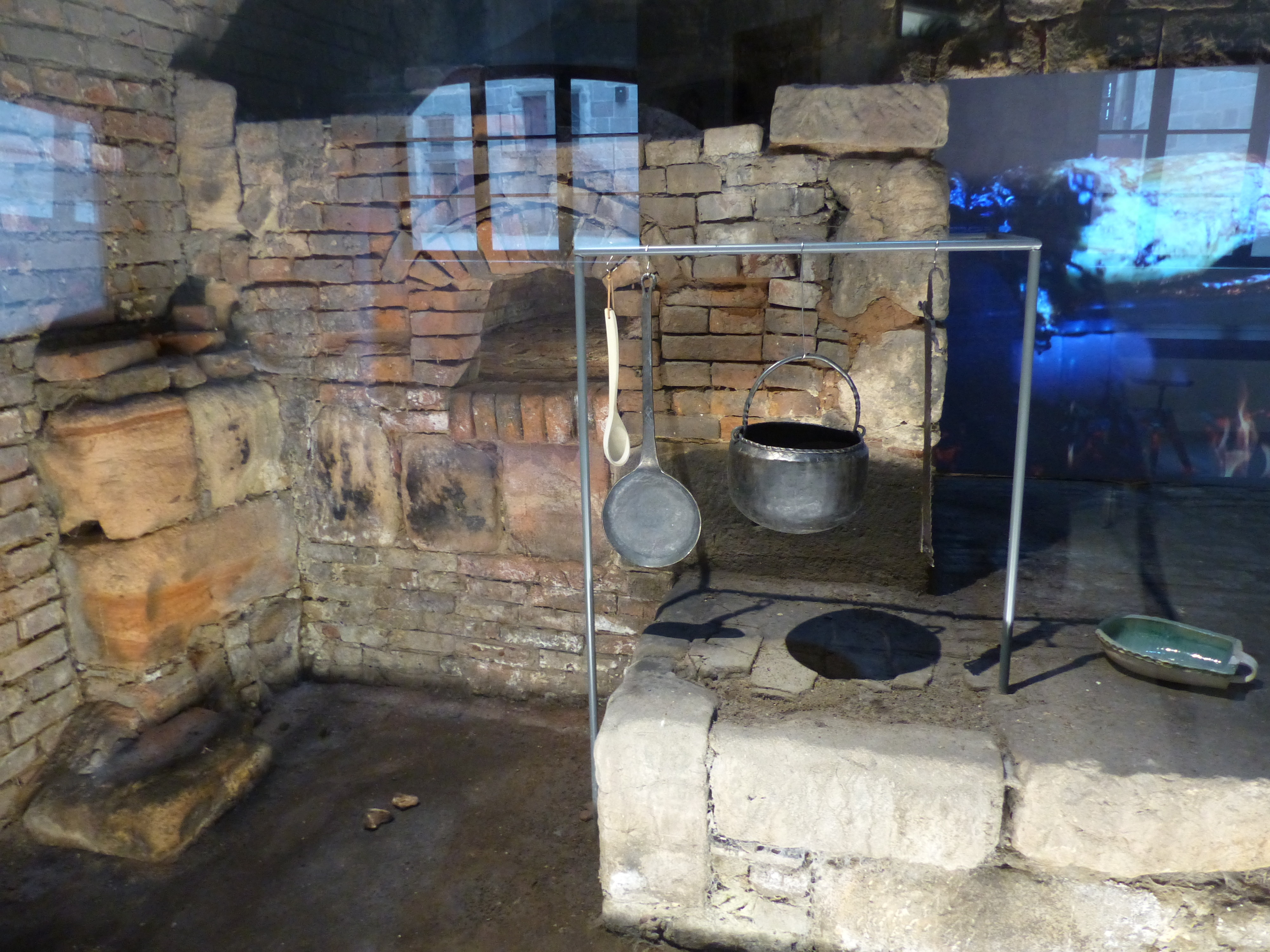
Keuken
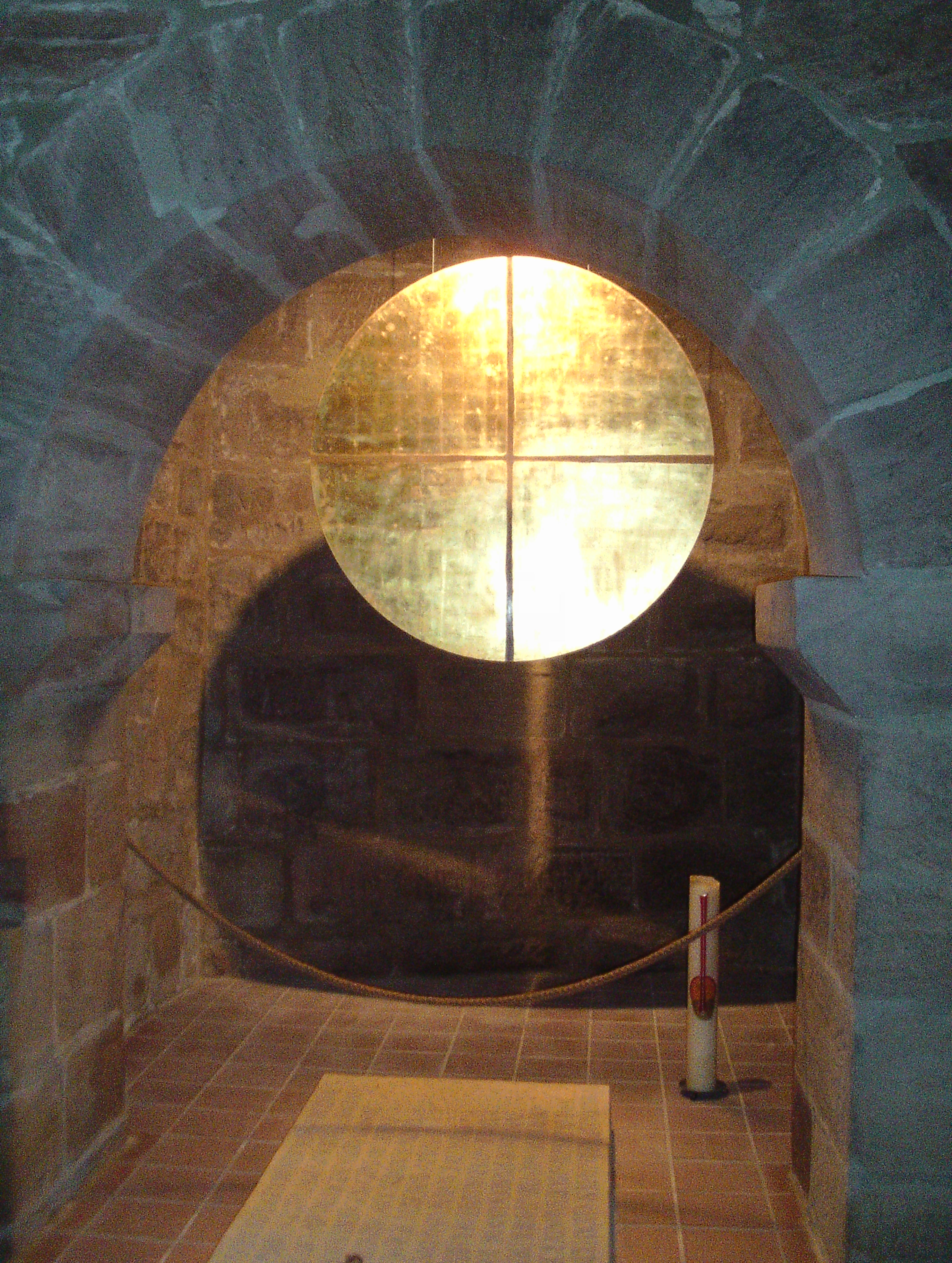
Crypte